# Archipel (film, 2021)
Pour les articles homonymes, voir Archipel (homonymie).
Pour plus de détails, voir Fiche technique et Distribution.
Archipel est un film d'animation canadien réalisé par Félix Dufour-Laperrière et sorti en 2021.

## Fiche technique
- Titre original : Archipel
- Réalisation : Félix Dufour-Laperrière
- Scénario : Félix Dufour-Laperrière
- Décors :
- Costumes :
- Animation : Bogdan Anifrani, Julie Charrette, Salma-Lou Chila-Najari, Eva Cvijanovic, Félix Dufour-Laperrière, Jens Hahn, Phillip Lockerby, Véronique Paquette, Hyun Jin Park, Rachel Samson, Rodolphe St-Gelais, Malcolm Sutherland et Rui Ting-Ji
- Montage : Félix Dufour-Laperrière
- Musique : Feu Doux
- Son : Olivier Calvert et Jean-Paul Vialard
- Producteur : Nicolas Dufour-Laperrière
- Société de production : Embuscade Films
- Société de distribution : La Distributrice de Films
- Pays de production :  Canada
- Langue originale : français
- Format : couleur
- Genre : Animation
- Durée : 72 minutes
- Dates de sortie :
  - France : 14 juin 2021 (Annecy)

## Distribution
- Florence Blain Mbaye
- Mattis Savard-Verhoeven

## Distinctions
- 2021 : Mention du jury pour un long métrage Contrechamp au festival international du film d'animation d'Annecy